# Saturday Night Fever
Saturday Night Fever (Fiebre del sábado noche en España y Fiebre de sábado por la noche en Hispanoamérica) es una película musical estadounidense de 1977, dirigida por John Badham y protagonizada por John Travolta y Karen Lynn Gorney en los papeles principales. El guion está basado en un artículo redactado por el escritor londinense Nik Cohn, publicado el año anterior en la revista New York titulado "Ritos tribales del nuevo sábado en la noche".
John Travolta fue candidato al premio Óscar al Mejor actor principal por su papel en esta película.

## Argumento
La película trata sobre la vida de Tony Manero (John Travolta), un muchacho neoyorquino italoestadounidense de 19 años con mucha personalidad, pero también duro y a veces rudo con las damas, que trabaja en una ferretería en su barrio. También tiene una familia disfuncional, ya que sus padres no se llevan bien con él ni entre ellos.
La vida de Tony cambia cada sábado por la noche bailando en la discoteca Odisea 2001, donde es una estrella, admirado por su excelente forma de bailar. En la discoteca Tony conoce a Stephanie Mangano (Karen Lynn Gorney), que se transforma en su pareja de baile para participar en un campeonato de baile que se realizará en el mismo lugar.
Tony intenta una relación amorosa con Stephanie en sus sesiones de baile y prácticas para el campeonato de baile, pero ella lo rechaza a pesar de sentirse atraída hacia él; aun así, acepta ser su compañera de baile. Las razones por las cuales Stephanie no quiere nada personal con Tony son varias: es más seria, culta y madura, convive en Manhattan con un amigo y planea mudarse allí para seguir una carrera universitaria y buscar mejores oportunidades de vida.
El hermano mayor de Tony, Frank Manero hijo (Martin Shakar), abandona la carrera de sacerdote, entre otras razones porque ya no aguanta más el celibato sacerdotal, causando gran desazón a los padres, pero alegrando a Tony por su decisión. Conflictos familiares, amorosos y juveniles se entrecruzan para terminar algunos en tragedia. Una amiga de Tony, Annette, está muy enamorada de él, pero éste la rechaza por ser una chica fácil.
Tony tiene su propia pandilla, los Caras, que mantiene peligrosas disputas con otras pandillas del barrio. Uno de los amigos de Tony, Gus, es agredido por los Barracudas, una pandilla de puertorriqueños, así que los Caras en venganza atacan su club y los golpean, pero después Gus les confiesa que no está seguro de que fueran los Barracudas quienes lo atacaron.
Llega el momento del campeonato de baile en la discoteca y Tony y Stephanie ganan el concurso. Tony, convencido de que una pareja puertorriqueña bailó mejor que ellos, les da el primer premio. Enfadado, agrede a Stephanie e intenta violarla en el auto de Bobby C. Ella logra liberarse y sale del coche tras dar un rodillazo a Tony en la entrepierna.
Por su parte, uno de sus amigos, Bobby C., tenía el grave problema de haber embarazado a una chica llamada Pauline y no querer casarse con ella, a pesar de que su familia y la de ella querían que lo haga. Él es el chofer de los Caras, pues todos se trasladan en su automóvil. Finalmente Bobby se suicida tirándose al río, dejando a su familia en la más completa desazón y a Pauline convertida en madre soltera.
Tras esta tragedia, Tony abandona a los Caras y decide mudarse a Manhattan para estar cerca de Stephanie y cambiar de vida. Le pide perdón, se reconcilian y acuerdan en quedar como amigos. Tony ha madurado y decide seguir el ejemplo de Stephanie de progresar en la vida.

## Comentarios
Esta película fue un gran éxito de taquilla e impulsó el movimiento disco por todo el mundo, convirtiéndose en un enorme fenómeno sociocultural que creó una tendencia hacia temas de la cultura disco, como la forma de vestir (uso de plataformas, camisas de cuello en V, pantalones de campana) y el baile, influenciando enormemente a la generación de la década de 1970, por lo que no es difícil ver las raíces de este estilo aún vigente en la cultura pop. También destaca el papel de los DJs y los decorados, muy luminosos gracias al uso de las bolas de espejo, luces estroboscópicas y pistas de luces.
En plena efervescencia disco es destacable la banda sonora de la película, interpretada por varios artistas de la década de 1970, donde destaca principalmente la aportación de los Bee Gees. Con unos 30 millones de copias vendidas es frecuentemente considerada como la mejor banda sonora de todos los tiempos. Hasta el estreno de El guardaespaldas, en 1992, fue la banda sonora más vendida de todos los tiempos, pero aún hoy ninguna otra banda sonora ha logrado tener al mismo tiempo cinco canciones en el Top 10 de Billboard.

## Doblaje
| Personaje                 | Actor original    | Doblaje de Hispanoamérica | Doblaje de España    |
| ------------------------- | ----------------- | ------------------------- | -------------------- |
| Tony Manero               | John Travolta     | David Povall              | Salvador Vidal       |
| Stephanie Mangano         | Karen Lynn Gorney | Daniela Durán             | Marta Angelat        |
| Bobby C.                  | Barry Miller      | David Povall              | Juan José Moscoso    |
| Frank Manero Jr.          | Martin Shakar     | Ignacio Campero           | Ricardo Solans       |
| Annette                   | Donna Pescow      | Angelines Santana         | María Jesús Lleonart |
| Joey                      | Joseph Cali       | Roberto Alexander         | Eduardo Muntada      |
| J.J.                      | Paul Pape         | Roberto Rossil            | Mariano Albero       |
| Frank Manero, Sr. (padre) | Val Bisoglio      | Carlos Petrel             | Felipe Peña          |
| Dan Fusco (jefe de Tony)  | Sam Coppola       | Guillermo Romano          | Joaquín Díaz         |
| Vendedor de camisas       | Murray Moston     | Alejandro Abdalah         | Pepe Mediavilla      |
| Connie                    | Fran Drescher     | Gladys Parra              | -                    |
| Presentación              | N/D               | Javier Pontón             | -                    |

Fuente: DoblajeWiki, ElDoblaje

## Banda sonora
Discográficas: Polydor, RSO Records
Lado 1:
- "Stayin' Alive", Bee Gees
- "How Deep Is Your Love", Bee Gees
- "Night Fever", Bee Gees
- "More Than A Woman", Bee Gees
- "If I Can't Have You", Yvonne Elliman

Lado 2:
- "A Fifth of Beethoven", basada en la 5.ª Sinfonía de Beethoven, Walter Murphy
- "More Than a Woman", Tavares
- "Manhattan Skyline", David Shire
- "Calypso Breakdown", Ralph McDonald

Lado 3:
- "Night on Disco Mountain", basada en el poema sinfónico "Una noche en el Monte Pelado", de Músorgski, David Shire
- "Open Sesame", Kool & the Gang
- "Jive Talkin'", Bee Gees
- "You Should Be Dancing", Bee Gees
- "Boogie Shoes", K.C. & the Sunshine Band

Lado 4:
- "Salsation", David Shire
- "K-Jee", MFSB
- "Disco Inferno", The Trammps

Canciones de la película no incluidas en el álbum doble:
- "Dr. Disco", Rick Dees and His Cast of Idiots
- "Disco Duck", Rick Dees and His Cast of Idiots
- "Barracuda Hangout", David Shire

## Curiosidades
- La película chilena “Tony Manero”, de Pablo Larraín (2008) trata de un asesino serial que se obsesiona con ser el doble del personaje de John Travolta, y que va al cine cada semana a ver “Saturday Night Fever”.
- John Travolta fue candidato al premio Óscar al mejor actor, candidatura que repetiría en 1994 por Pulp Fiction.
- John Travolta estuvo practicando durante nueve meses la coreografía que utilizaría en esta película. Además, siguió un estricto régimen alimentario, por el cual bajó 8,6 kilos.
- Karen Lynn Gorney, que encarnó a la coprotagonista Stephanie Mangano, era nueve años mayor que John Travolta. Ella tenía 32 y él 23 años. Después de su participación, ella no volvió a actuar en ninguna producción hasta 1991.
- La señora que aparece en las primeras escenas de la película esperando por un tarro de pintura que le trae Tony Manero en la tienda es nada menos que la madre de John en la vida real, Helen Travolta.
- En la película se utilizaron las canciones más famosas de la banda los Bee Gees. How Deep Is Your Love se utilizó para los créditos finales, y las demás durante la película.
- La actriz Fran Drescher, protagonista de la popular comedia The Nanny, también participa en esta película con el personaje de Connie, una amiga de Tony que en la discoteca le pregunta si él es "tan bueno en la cama como en la pistas de baile", saliendo ambos a bailar posteriormente.
- Las grabaciones de esta película tuvieron que suspenderse por un tiempo al morir de cáncer Diana Hyland, la compañera de Travolta, quien había hecho de su madre en una película anterior llamada The Boy in the Plastic Bubble (El muchacho de la burbuja, de 1976), y que era dieciocho años mayor que él.
- La discoteca Odisea 2001 -que tomó su nombre de la película de Stanley Kubrick de 1968 2001: A Space Odyssey- funcionó como tal hasta el año 1987, en que se convirtió en una disco con el nombre de Spectrum. A finales de 2005, pese a las protestas de los seguidores de la película, que la consideraban como un santuario, fue demolida.
- Al año de su estreno se hizo un álbum de parodia, Sesame Street Fever, que muestra a Coco en el sitio ocupado por Travolta en la portada del disco original, y a Epi, Blas y el Monstruo de las Galletas en el de los hermanos Gibb.
- En la década de 1990, en plena época en la que el disco revive en un estilo nuevo, surge un grupo español denominado Fundación Tony Manero (el grupo se denominó así en honor a este personaje), quienes hacen varios temas al estilo disco funk.
- El director no quedó contento con lo que hizo el primer montador, porque en principio se perdían los movimientos del baile de John Travolta. Por lo tanto, este fue despedido y la responsabilidad del montaje corrió a cargo del propio Travolta.
- El grupo musical surcoreano T-ara publicó un álbum titulado "John Travolta Wannabe", inspirado en la película.
- En la película Mira quién habla, el personaje de James, interpretado por John Travolta, aconseja a Mickey no saltar del puente de Brooklyn, como lo hizo el personaje de Bobby C. (quien en realidad saltó del puente de Verrazano-Narrows).
- Dentro de las curiosidades de esta película, hay una escena donde John Travolta, en su papel de Tony Manero, se encuentra dialogando con la actriz Karen Lynn en su papel de Stephanie, sentados en los bancos cercanos al puente de Verrazano-Narrows. Cuando por un momento él hace silencio, mira lejos y estalla en un sereno llanto que a su vez es consolado por Karen en un abrazo. Eso no estaba descrito en el guion, John estaba muy deprimido debido a que el amor de su vida, una mujer mucho mayor que él, había fallecido a causa de una enfermedad. El acto quedó para la posteridad.

## Premios y nominaciones

### Premios Óscar
| Año  | Categoría   | Persona       | Resultado |
| ---- | ----------- | ------------- | --------- |
| 1978 | Mejor actor | John Travolta | Nominado  |